# Lochwiller
Lochwiller – miejscowość i gmina we Francji, w regionie Grand Est, w departamencie Dolny Ren.
Według danych na rok 1990 gminę zamieszkiwało 341 osób, 74 os./km².